# Eddie's Awful Predicament
Eddie's Awful Predicament è un cortometraggio muto del 1915 diretto da Eddie Lyons e sceneggiato da Al Christie (con il nome Al E. Christie). Prodotto dalla Nestor e distribuito dall'Universal Film Manufacturing Company, aveva come interpreti lo stesso regista Eddie Lyons, Victoria Forde e Lee Moran.

## Produzione
Il film fu prodotto dalla Nestor Film Company.

## Distribuzione
Distribuito dall'Universal Film Manufacturing Company, il film - un cortometraggio di 150 metri -uscì nelle sale cinematografiche statunitensi il 20 aprile 1915. Nelle proiezioni, veniva programmato con il sistema dello split reel, accorpato in un'unica bobina con un altro cortometraggio.